# 1990 SM14
1990 SM14 är en asteroid i huvudbältet som upptäcktes den 24 september 1990 av den belgiske astronomen Henri Debehogne vid La Silla-observatoriet.
Den har en diameter på ungefär 5 kilometer.